# Ernst Hack
Ernst Hack (* 16. Dezember 1946 in Ternberg; † 1. Juni 1986 bei Gramastetten) war ein erfolgreicher österreichischer Ringer beim SK VÖEST Linz. Er war und ist noch immer Aushängeschild seines Vereins, da er an den Olympischen Spielen teilgenommen hat und mehrfacher Staatsmeister war. Er ist der Vater des österreichischen Schriftstellers Christoph Eric Hack.
Bei einer Wandertour starb er durch Steinschlag am 1. Juni 1986. Zu seinem Andenken wurde ein Gipfelkreuz beim Klettergarten Burenkogel in Gramastetten gesetzt. Ihm zu Ehren wurden bereits 10 Schülerringkampfturniere in Auwiesen (Linz) veranstaltet.